# Nadroparina cálcica
Nadroparina cálcica é uma heparina de baixo peso molecular. A nadroparina mostrou efeito profilático para TVP nesses pacientes, embora a mortalidade fosse um pouco maior entre os tratados com essa HBPM do que com HNF.